# Campeonato Mundial de Natação em Piscina Curta de 2006
O Campeonato Mundial de Natação em Piscina Curta de 2006 foi a oitava edição do Campeonato Mundial de Natação em Piscina Curta. Foi realizado na cidade de Shanghai, na China, de 5 a 9 de abril.

## Quadro de Medalhas
| #  | País           | Gold. | Silver. | Bronze. | Total |
| -- | -------------- | ----- | ------- | ------- | ----- |
| 1  | Austrália      | 12    | 9       | 4       | 25    |
| 2  | Estados Unidos | 6     | 7       | 8       | 21    |
| 3  | China          | 5     | 1       | 6       | 12    |
| 4  | África do Sul  | 3     | 1       | 0       | 4     |
| 5  | Rússia         | 3     | 0       | 4       | 7     |
| 6  | Itália         | 2     | 7       | 3       | 12    |
| 7  | Alemanha       | 2     | 1       | 3       | 6     |
| 8  | Ucrânia        | 2     | 1       | 2       | 5     |
| 9  | Suécia         | 1     | 2       | 3       | 6     |
| 10 | Países Baixos  | 1     | 1       | 1       | 3     |
| 11 | Brasil         | 1     | 0       | 1       | 2     |
| 11 | Cazaquistão    | 1     | 0       | 1       | 2     |
| 13 | Croácia        | 1     | 0       | 0       | 1     |
| 14 | Áustria        | 0     | 4       | 0       | 4     |
| 15 | Coreia do Sul  | 0     | 2       | 0       | 2     |
| 16 | Nova Zelândia  | 0     | 1       | 1       | 2     |
| 17 | Finlândia      | 0     | 1       | 0       | 1     |
| 17 | Eslovênia      | 0     | 1       | 0       | 1     |
| 17 | Venezuela      | 0     | 1       | 0       | 1     |
| 20 | Reino Unido    | 0     | 0       | 2       | 2     |
| 21 | Argentina      | 0     | 0       | 1       | 1     |
| 21 | Noruega        | 0     | 0       | 1       | 1     |
| 21 | Eslováquia     | 0     | 0       | 1       | 1     |

## Resultados
| Evento            | Ouro                                                                                 | Tempo    | Prata                                                                             | Tempo    | Bronze                                                                               | Tempo    |
| Livre             |                                                                                      |          |                                                                                   |          |                                                                                      |          |
| 50 m Masculino    | Duje Draganja                                                                        | 21"38    | Cullen Jones                                                                      | 21"52    | Oleksandr Volynets Nicholas Brunelli                                                 | = 21"62  |
| 50 m Feminino     | Libby Lenton                                                                         | 23"97    | Therese Alshammar                                                                 | 23"98    | Marleen Veldhuis                                                                     | 24"25    |
| 100 m Masculino   | Ryk Neethling                                                                        | 47"24    | Filippo Magnini                                                                   | 47"31    | José Meolans                                                                         | 47"87    |
| 100 m Feminino    | Libby Lenton                                                                         | 52"33    | Marleen Veldhuis                                                                  | 53"33    | Maritza Correia                                                                      | 53"54    |
| 200 m Masculino   | Ryk Neethling                                                                        | 1'43"51  | Filippo Magnini                                                                   | 1'43"78  | Massimiliano Rosolino                                                                | 1'44"67  |
| 200 m Feminino    | Yang Yu                                                                              | 1'54"94  | Federica Pellegrini                                                               | 1'55"15  | Annika Liebs                                                                         | 1'55"56  |
| 400 m Masculino   | Yuri Prilukov                                                                        | 3'38"08  | Tae Hwan Park                                                                     | 3'40"43  | Massimiliano Rosolino                                                                | 3'41"04  |
| 400 m Feminino    | Kate Ziegler                                                                         | 4'01"79  | Bronte Barratt                                                                    | 4'03"29  | Federica Pellegrini                                                                  | 4'03"63  |
| 800 m Feminino    | Anastasia Ivanenko                                                                   | 8'11"99  | Kate Ziegler                                                                      | 8'14"12  | Rebecca Cooke                                                                        | 8'20"02  |
| 1500 m Masculino  | Yuri Prilukov                                                                        | 14'23"92 | Tae Hwan Park                                                                     | 14'33"28 | Zhang Lin                                                                            | 14'42"82 |
| 4x100 m Masculino | Itália · Alessandro Calvi · Klaus Lanzarini · Christian Galenda · Filippo Magnini    | 3'10"74  | Suécia · Marcus Piehl · Lars Frölander · Jonas Tilly · Stefan Nystrand            | 3'11"63  | Estados Unidos · Nicholas Brunelli · Ryan Lochte · Matthew Grevers · Jason Lezak     | 3'11"92  |
| 4x100 m Feminino  | Países Baixos · Inge Dekker · Hinkelien Schreuder · Chantal Groot · Marleen Veldhuis | 3'33"32  | Austrália · Shayne Reese · Sophie Edington · Danni Miatke · Libby Lenton          | 3'34"95  | Suécia · Josefin Lillhage · Therese Alshammar · Anna-Karin Kammerling · Ida Mattsson | 3'36"13  |
| 4x200 m Masculino | Itália · Massimiliano Rosolino · Matteo Pelliciari · Nicola Cassio · Filippo Magnini | 6'59"08  | Austrália · Andrew Mewing · Louis Paul · Grant Brits · Nicolas Ffrost             | 7'04"16  | Estados Unidos · Ryan Lochte · Nicholas Brunelli · Jayme Cramer · Larsen Jensen      | 7'04"34  |
| 4x200 m Feminino  | Austrália · Bronte Barratt · Jessicah Schipper · Shayne Reese · Libby Lenton         | 7'46"96  | China · Pang Jia-Ying · Tang Jingzhi · Xu Yan-Wei · Yang Yu                       | 7'47"07  | Estados Unidos · Kate Ziegler · Rachel Komisarz · Amanda Weir · Kaitlin Sandeno      | 7'49"16  |
| Borboleta         |                                                                                      |          |                                                                                   |          |                                                                                      |          |
| 50 m Masculino    | Matt Welsh                                                                           | 23"05    | Sergiy Breus                                                                      | 23"06    | Kaio Márcio                                                                          | 23"07    |
| 50 m Feminino     | Therese Alshammar                                                                    | 25"76    | Fabienne Nadarajah                                                                | 25"95    | Anna-Karin Kammerling                                                                | 26"07    |
| 100 m Masculino   | Kaio Márcio                                                                          | 51"07    | Albert Subirats                                                                   | 51"23    | Jayme Cramer                                                                         | 51"53    |
| 100 m Feminino    | Libby Lenton                                                                         | 56"61    | Rachel Komisarz                                                                   | 57"43    | Jessicah Schipper                                                                    | 57"49    |
| 200 m Masculino   | Wu Peng                                                                              | 1'52"36  | Moss Burmester                                                                    | 1'53"94  | Nikolay Skvortsov                                                                    | 1'54"09  |
| 200 m Feminino    | Jessicah Schipper                                                                    | 2'05"11  | Francesca Segat                                                                   | 2'05"91  | Yang Yu                                                                              | 2'07"05  |
| Costas            |                                                                                      |          |                                                                                   |          |                                                                                      |          |
| 50 m Masculino    | Matt Welsh                                                                           | 23"53    | Thomas Rupprath                                                                   | 23"70    | Helge Meeuw                                                                          | 24"01    |
| 50 m Feminino     | Janine Pietsch                                                                       | 27"00    | Tayliah Zimmer                                                                    | 27"25    | Gao Chang                                                                            | 27"28    |
| 100 m Masculino   | Matt Welsh                                                                           | 51"09    | Markus Rogan                                                                      | 51"48    | Randall Bal Helge Meeuw                                                              | 51"63    |
| 100 m Feminino    | Janine Pietsch                                                                       | 58"02    | Tayliah Zimmer                                                                    | 58"27    | Gao Chang                                                                            | 58"74    |
| 200 m Masculino   | Ryan Lochte                                                                          | 1'49"05  | Markus Rogan                                                                      | 1'50"97  | Matt Welsh                                                                           | 1'53"10  |
| 200 m Feminino    | Margaret Hoelzer                                                                     | 2'05"29  | Tayliah Zimmer                                                                    | 2'05"99  | Hannah McLean                                                                        | 2'06"96  |
| Peito             |                                                                                      |          |                                                                                   |          |                                                                                      |          |
| 50 m Masculino    | Oleg Lisogor                                                                         | 26"39    | Alessandro Terrin                                                                 | 26"60    | Christopher Cook                                                                     | 27"17    |
| 50 m Feminino     | Jade Edmistone                                                                       | 30"22    | Brooke Hanson                                                                     | 30"40    | Jessica Hardy                                                                        | 30"48    |
| 100 m Masculino   | Oleg Lisogor                                                                         | 58"14    | Brenton Rickard                                                                   | 58"70    | Alexander Dale Oen                                                                   | 59"16    |
| 100 m Feminino    | Tara Kirk                                                                            | 1'05"25  | Suzaan Van Biljon                                                                 | 1'05"62  | Jade Edmistone                                                                       | 1'06"08  |
| 200 m Masculino   | Vladislav Polyakov                                                                   | 2'06"95  | Brenton Rickard                                                                   | 2'07"52  | Yevgeniy Ryzhkov                                                                     | 2'07"94  |
| 200 m Feminino    | Hui Qi                                                                               | 2'20"72  | Tara Kirk                                                                         | 2'21"77  | Luo Nan                                                                              | 2'23"49  |
| Medley            |                                                                                      |          |                                                                                   |          |                                                                                      |          |
| 100 m Masculino   | Ryk Neethling                                                                        | 52"42    | Peter Mankoc                                                                      | 53"00    | Stefan Nystrand                                                                      | 53"97    |
| 100 m Feminino    | Brooke Hanson                                                                        | 1'00"16  | Hanna-Maria Seppälä                                                               | 1'00"74  | Martina Moravcová                                                                    | 1'01"41  |
| 200 m Masculino   | Ryan Lochte                                                                          | 1'53"31  | Markus Rogan                                                                      | 1'55"68  | Igor Berezutskiy                                                                     | 1'56"64  |
| 200 m Feminino    | Hui Qi                                                                               | 2'09"33  | Kaitlin Sandeno                                                                   | 2'10"79  | Lara Carroll                                                                         | 2'11"77  |
| 400 m Masculino   | Ryan Lochte                                                                          | 4'02"49  | Luca Marin                                                                        | 4'05"12  | Igor Berezutskiy                                                                     | 4'06"81  |
| 400 m Feminino    | Hui Qi                                                                               | 4'34"28  | Alessia Filippi                                                                   | 4'35"38  | Anastasia Ivanenko                                                                   | 4'35"54  |
| 4x100 m Masculino | Austrália · Matt Welsh · Brenton Rickard · Adam Pine · Ashley Callus                 | 3'27"71  | Estados Unidos · Ryan Lochte · Scott Usher · Jayme Cramer · Nicholas Brunelli     | 3'28"00  | Ucrânia · Andriy Oleynyk · Oleg Lisogor · Sergiy Advena · Andriy Serdinov            | 3'28"62  |
| 4x100 m Feminino  | Austrália · Tayliah Zimmer · Jade Edmistone · Jessicah Schipper · Libby Lenton       | 3'51"84  | Estados Unidos · Margaret Hoelzer · Tara Kirk · Rachel Komisarz · Maritza Correia | 3'55"65  | China · Gao Chang · Luo Nan · Zhou Ya-Fei · Xu Yan-Wei                               | 3'55"76  |